# Micrapoderus staudingeri
Micrapoderus staudingeri is een keversoort uit de familie bladrolkevers (Attelabidae). De wetenschappelijke naam van de soort werd in 1920 gepubliceerd door Eduard Voss.